# 오스트리아 야구 국가대표팀
오스트리아 야구 국가 대표팀은 국제 경기에 오스트리아를 대표하여 참가하는 야구 국가대표팀이다. 유럽 야구 연맹에 소속되어 있으며 오스트리아 야구 소프트볼 연맹이 총괄한다. 2007년 유럽 야구 선수권 본선에 출전했다. 결승 리그 진출에 실패했고 11위 결정전에서도 러시아에 패해 최하위였지만, 체코의 부정선수 출전으로 인한 경기 위반으로 최하위를 면했다.

## 역대 국제 대회 성적

### 유럽 야구 선수권 대회
- 2007 - 11위

## 같이 보기
- 오스트리아 야구리그